# Carine Wolf-Thal
Pour les articles homonymes, voir Wolf, Thal et Wolf Hall.
Carine Wolf-Thal est une pharmacienne française et présidente du Conseil national de l'Ordre des pharmaciens.

## Biographie
Carine Wolf-Thal commence sa carrière dans l’industrie pharmaceutique après l'obtention de son diplôme en 1991. Elle devient pharmacien titulaire d'une pharmacie d'officine à Rouen en 2007.
Elle siège au Conseil national de l'Ordre des pharmaciens à partir de 2017, avant d'être élue présidente du Conseil national de l'Ordre des pharmaciens à la suite de la démission d'Isabelle Adenot,. Elle est réélue en 2019 et en 2022 à la présidence du Conseil national de l'Ordre des pharmaciens.
Dans le cadre de cette fonction, elle se prononce en faveur de la prescription de certains médicaments par les pharmaciens en 2018 alors que des débats parlementaires se profilent. Elle soutient également les déclarations de la ministre de la santé, Agnès Buzyn opposée à la vente de médicaments en supermarché comme recommandé par l'Autorité de la concurrence face au risque qu'une telle mesure ait d'amplifier les déserts médicaux. Elle s'exprime sur les déserts pharmaceutiques et explique par d'ailleurs le rôle en première ligne des pharmaciens dans le monde de la santé dans le journal Le Monde. Elle évoque les mécanismes de pénurie de médicaments devenus plus fréquents, ou informe de l'augmentation des agressions de pharmaciens,.
Durant la pandémie de Covid-19, elle demande que les pharmaciens puissent vendre des masques aux normes Afnor car les pharmacie d'officine n'avaient pas l'autorisation de les vendre. Elle intervient aussi devant la pénurie d'autotests car ceux-ci deviennent gratuits dans le cadre du nouveau protocole d'isolement et sans que les pharmacies aient le temps de s'organiser,.
En 2021, elle est élue présidente de la Confédération internationale des Ordres de pharmaciens francophones,.

## Hommage
Carine Wolf-Thal est décorée chevalière de la légion d'honneur en 2022,.